# Station Dąbrowa Górnicza Huta Katowice
Station Dąbrowa Górnicza Huta Katowice is een spoorwegstation in de Poolse plaats Dąbrowa Górnicza.